# Parafia św. Małgorzaty Dziewicy i Męczennicy w Twardawie

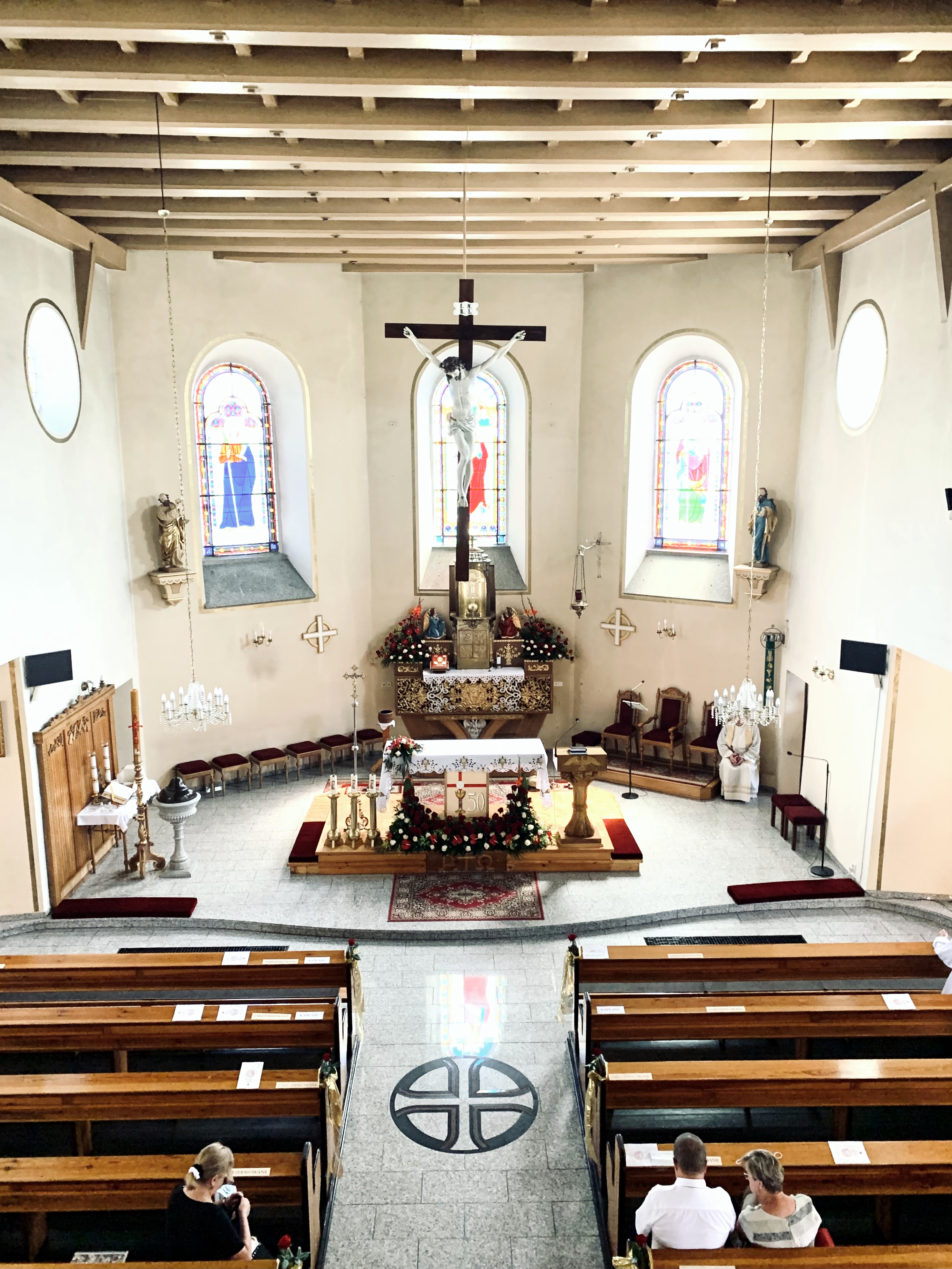
Wnętrze świątyni

Parafia świętej Małgorzaty Dziewicy i Męczennicy w Twardawie – parafia rzymskokatolicka, znajdująca się w diecezji opolskiej, w dekanacie Gościęcin.
21 sierpnia 2024 proboszczem parafii został mianowany ks. Piotr Reimann.